# Jódlizás
A jódli vagy jódlizás énekhangot hirtelen, sűrűn váltogató szöveg nélküli ének.

## Eredete
A jódlizás főként az ausztriai Tirol és Svájc népies, szöveg nélküli éneklésmódja. Az énekhang időnként csuklásszerűen a magas fejhangokkal váltakozik, hangok képzésekor a fej rezonál. A technikát segíti a nyitott, illetve zárt magánhangzók kiejtése, a tág hangközök magas és mély hangjain. Tirol tartomány hegyvidékein használták az egymástól távol levő hegycsúcsok lakosai, sokszor így üzentek egymásnak. Egy idő után a vidék népzenéjének részévé vált.
A jódlizás leginkább Ausztriában, Svájcban, Németországban és Észak-Olaszországban kedvelt népzenei elem, de találkozhatunk hasonlóval a skandináv vidékeken, Lappföldön is, ott joiknak nevezik. A magyarországi sváb sramliban is gyakran előfordul a jódlizás. Érdekes még, hogy a jódli meghódította az Amerikai Egyesült Államok igen sok államát is, beépülve az ottani cowboy népzenébe.

## A jódlizás legegyszerűbb módja
Sokszor szavak nélkül, csak magánhangzók „torokhangról” hirtelen egy másik magánhangzó „fejhangra” való ugrása, amely általában legkevesebb 2 teljes hangtávolságra van egymástól. Legkedveltebb hangzópárok az e-i és az a-u. Sokszor kurjongatáshoz, ujjongáshoz hasonló szavak segítségével történik a jódlizás, mint például: holere-i holara-u vagy jódele-i jódala-u. Maga a jódli szó is ezeknek a szavaknak a hangutánzó szava. A jódli dúr dallamvilágú, vidám zene, nagyon ritka a szomorkás mollos hangzású verzió.

## Ismert jódliénekesek
- Melanie Oesch (Oesch's die Dritten együttes), Svájc
- Annemarie Oesch (Oesch's die Dritten együttes), Svájc
- Franzl Lang, Németország
- Frank Ifield, Amerikai Egyesült Államok
- Roy Rogers, Amerikai Egyesült Államok
- Takeo Ischi, Japán
- Maria Ilinca Băcilă, Románia

Magyarországon ezt a műfajt csak egy kisebb réteg kedveli, éppen ezért tipikus jódliénekesünk nincs, de vannak kiváló előadóink, akik szívesen megosztják velünk ezt a különleges zenei csodát.
- Pintácsi Alexandra (Szandi) énekesnő
- Forgács Gábor színész, szinkronszínész, humorista, énekes
- Gröschl Edit (Sramli Kings) énekesnő
- Godó Péter (Sramli Kings) énekes
- Sebestyén Katja zenész, énekesnő
- Peller Anna szinkronszínész, színésznő, énekesnő
- Kiss Attila (Csocsesz) énekes